# Togo
Togo (phiên âm tiếng Việt: Tô-gô), hay Cộng hòa Togo (tiếng Pháp: République togolaise), là một quốc gia nằm ở phía Tây châu Phi có biên giới với Ghana ở phía Tây, Bénin ở phía Đông và Burkina Faso ở phía Bắc. Ở phia Nam Togo có bờ biển ngắn của vịnh Guinea, nơi mà đặt thủ đô Lomé của Togo.
Togo trải dài từ phía Bắc đến phía Nam khoảng 550 km và bề ngang 130 km. Togo có diện tích khoảng 56.785 km², dân số khoảng 6.145.000 người, mật độ 102 người/km². Ngôn ngữ chính thức là tiếng Pháp.

## Lịch sử

### Thời kì tiền thuộc địa (trước 1884)
Tên gọi Togo được dịch từ tiếng Ewé như vùng đất nơi có phá. Không có nhiều thông tin về giai đoạn này trước sự xuất hiện của người Bồ Đào Nha vào năm 1490. Vào giữa thể kỉ XI và XVI, nhiều bộ lạc khác nhau di cư đến Togo từ nhiều hướng: người Ewé từ phía Tây, người Mina và người Gun từ phía Đông. Hầu hết họ di cư đến vùng ven biển.
Việc buôn bán nô lệ bắt đầu từ thế kỉ XVI và trong hai thế kỉ sau đó, vùng ven biển của Togo là trung tâm buôn bán nô lệ cho người châu Âu, do đó Togo và các vùng lân cận mang tên gọi "Bờ biển Nô lệ".

### Thời kì thuộc địa (1884 - 1960)

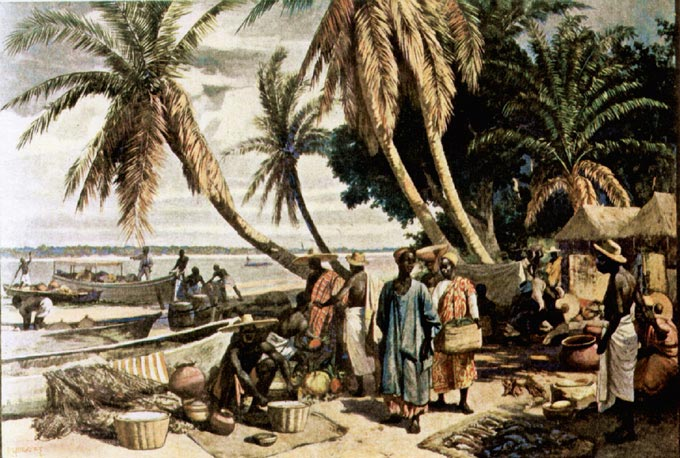
Togoland (R. Hellgrewe, 1908)

Năm 1884, một hiệp ước được vua Mlapa III kí với người Đức tại Togoville, theo đó Đức tuyên bố quyền bảo hộ đối với dải đất ven biển và dần dần mở rộng vùng kiểm soát những vùng nội địa. Ranh giới vùng chiếm đóng của Đức được xác lập sau sự kiện Đức chiếm đóng vùng nội địa Togo và đạt được thỏa thuận với Anh và Pháp. Năm 1905, vùng chiếm đóng trở thành Togoland thuộc Đế quốc thực dân Đức. Cư dân địa phương bị cưỡng bức lao động, trồng trọt bông, cà phê, ca cao và đóng thuế nặng. Một đoạn đường sắt và cảng Lomé được xây dựng để xuất khẩu nông sản. Người Đức tiến hành sử dụng kĩ thuật trồng trọt hiện đại và xây dựng cơ sở hạ tầng ở Togo.
Trong Chiến tranh thế giới thứ nhất, Togo bị Anh và Pháp chiếm đóng, hình thành vùng lãnh thổ công quản Anh - Pháp. Ngày 7 tháng 12 năm 1916, chế độ công quản sụp đổ và Togo bị chia làm hai cho Anh và Pháp đô hộ. Ngày 20 tháng 7 năm 1922, Hội Quốc liên ủy nhiệm cho Anh chiếm phía Tây Togo và Pháp chiếm phía Đông. Đến năm 1945, Togo được quyền cử 3 người đại diện đến Quốc hội Pháp.
Sau Chiến tranh thế giới thứ hai, hai lãnh thổ này được đặt thành lãnh thổ ủy thác Liên hợp quốc. Người dân Togoland thuộc Anh đã bỏ phiếu quyết định sáp nhập với Bờ biển Vàng để trở thành một phần của nước Ghana mới giành độc lập năm 1957. Togoland thuộc Pháp trở thành nước cộng hòa tự trị thuộc khối Liên hiệp Pháp năm 1959, trong khi Pháp vẫn giữ quyền kiểm soát các lãnh vực quốc phòng, ngoại giao và tài chính.

### Thời kì độc lập (1960 - nay)

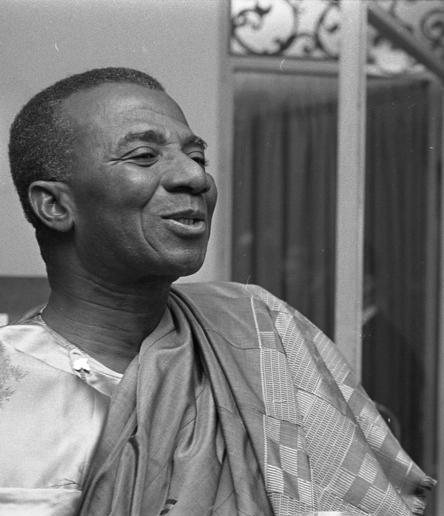
Sylvanus Olympio

Nước Cộng hòa Togo được tuyên bố thành lập ngày 27 tháng 4 năm 1960. Trong cuộc bầu cử Tổng thống đầu tiên năm 1961, Sylvanus Olympio trở thành Tổng thống đầu tiên, đạt số phiếu 100% khi phe đối lập đã tẩy chay cuộc bầu cử. Ngày 9 tháng 4 năm 1961, Hiến pháp Togo chính thức được ban hành, theo đó cơ quan lập pháp cao nhất là Hội đồng lập pháp Quốc gia Togo.
Tháng 12 năm 1961, các lãnh tụ phe đối lập bị bắt vì tội chuẩn bị một âm mưu chống chính phủ. Một sắc lệnh được kí với nội dung giải tán các đảng đối lập. Olympio cố gắng giảm thiểu sự lệ thuộc vào Pháp bằng cách hợp tác với Hoa Kỳ, Anh và Tây Đức. Ông cũng từ chối các binh sĩ Pháp giải ngũ sau Chiến tranh Algeria và muốn có một vị trí trong Quân đội Togo. Những nguyên nhân trên dẫn đến cuộc đảo chính quân sự ngày 13 tháng 1 năm 1963, Olympio bị ám sát bởi một toán lính cầm đầu bởi Trung sĩ Eyadema Gnassingbé. Tình trạng khẩn cấp được ban bố sau đó ở Togo.
Quân đội trao quyền cho chính phủ lâm thời do Nicolas Grunitzky lãnh đạo. Tháng 5 năm 1963, Grunitzky được bầu làm Tổng thống nước Cộng hòa. Nhà lãnh đạo mới theo đuổi chính sách xây dựng quan hệ với Pháp. Ông cũng dự định ban bố Hiến pháp mới và thiết lập chế độ đa đảng.
Đúng 4 năm sau, ngày 13 tháng 1 năm 1967, Eyadéma Gnassingbé lật đổ Grunitzky trong một cuộc đảo chính không đổ máu và giành lấy chức Tổng thống. Ông thành lập Đảng Tập hợp Nhân dân Togo, cấm các đảng phái khác hoạt động và thiết lập chế độ độc đảng vào tháng 11 năm 1969. Eyadéma được bầu lại chức Tổng thống vào năm 1979 và 1986. Vào năm 1983, chương trình Tư nhân hóa được khởi động và đến năm 1991, các đảng khác được tái hoạt động. Năm 1993, EU đóng băng quan hệ với Togo và cho rằng các cuộc bầu cử năm 1993, 1998 và 2003 của Eyadéma là sự chiếm đoạt quyền lực. Tháng 4 năm 2004, đối thoại được nối lại giữa EU và Togo để tiến tới khôi phục sự hợp tác.

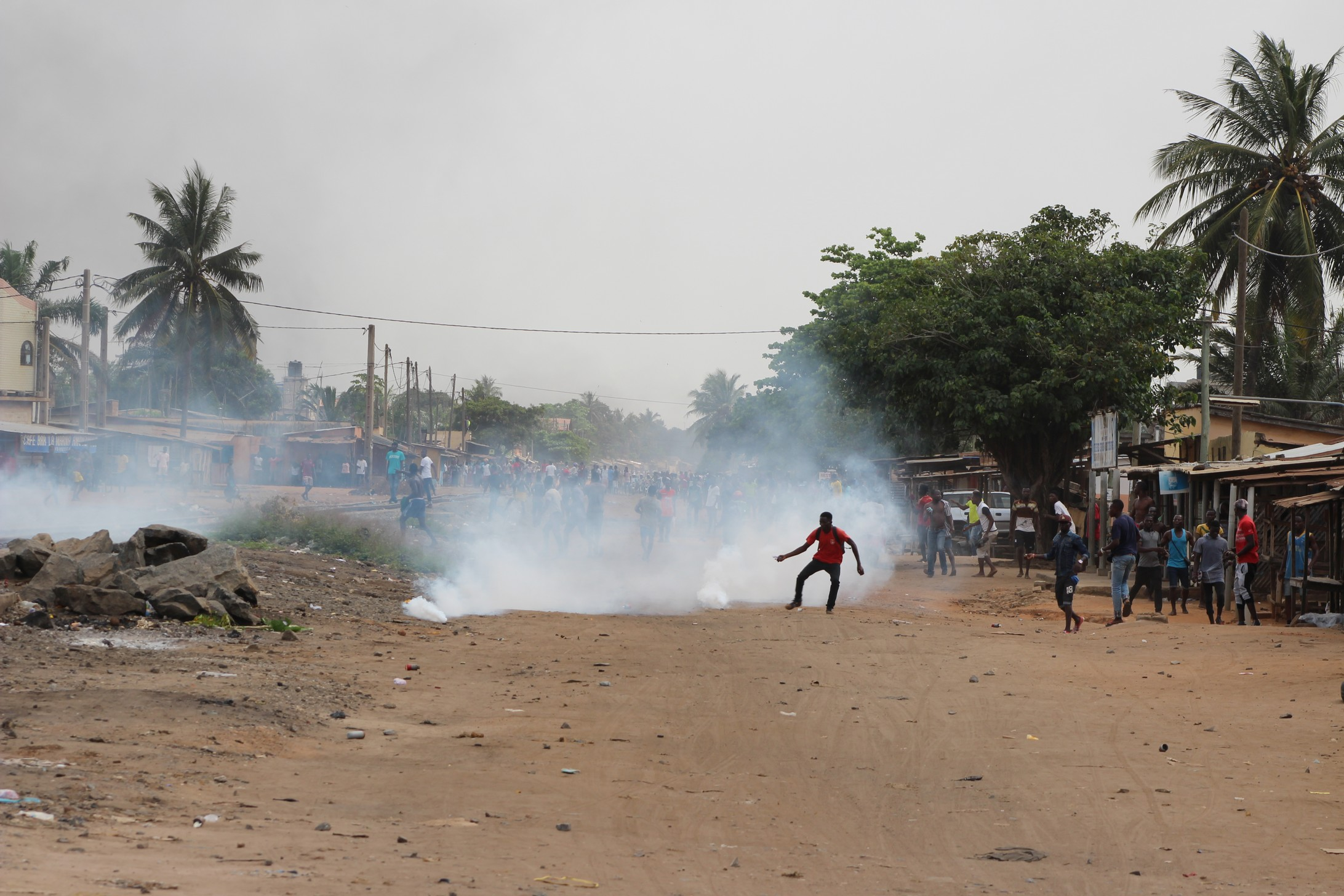
Cuộc biểu tình Togo 2017-18 phản đối sự cai trị 50 năm của gia tộc Gnassingbé

Eyadéma Gnassingbé bất ngờ qua đời ngày 5 tháng 2 năm 2005, sau 38 năm nắm quyền - thời gian dài nhất đối với bất kì nhà độc tài Phi châu nào. Sự kiện quân đội ngay lập tức đặt con trai ông ta, Faure Gnassingbé vào chức Tổng thống nhằm kích động lên sự phản ứng rộng rãi của thế giới, trừ nước Pháp.

## Địa lý
Quốc gia ở Tây Phi, nằm giữa Ghana ở phía Tây và Bénin ở phía Đông, Bắc giáp Burkina Faso và Nam giáp vịnh Bénin. Togo trải dài từ Bắc đến Nam trên gần 700 km, trong khi chiều rộng chỉ khoảng 100 km. Vùng ven bờ biển thấp và lẫn cát, khí hậu nhiệt đới ẩm và mưa nhiều ở phía Nam. Vùng cao nguyên rừng rậm tương đối ít mưa và khô ở vùng trung tâm và các vùng thảo nguyên ở phía Bắc.

## Kinh tế
Kinh tế chủ yếu dựa vào nông nghiệp trồng trọt (ngô, sắn, kê) và trao đổi hàng hóa. Khu vực kinh tế này cung cấp việc làm cho khoảng 65% lực lượng lao động. Ca cao, cà phê, bông vải, phosphat là các mặt hàng xuất khẩu chính, đóng góp khoảng 30% giá trị xuất khẩu. Trong lãnh vực công nghiệp, khai thác phosphat là quan trọng nhất, mặc dầu ngành này cũng gặp khó khăn do giá phosphat trên thị trường thế giới giảm và do cạnh tranh với nước ngoài gia tăng.
Togo là một trong các nước kém phát triển, tình hình kinh tế vẫn còn bấp bênh. Những cố gắng của chính phủ với sự giúp đỡ của Ngân hàng Thế giới và Quỹ Tiền tệ Quốc tế nhằm tiến hành những biện pháp cải cách kinh tế, khuyến khích đầu tư và tạo cán cân thăng bằng giữa thu nhập và tiêu dùng chưa thu được kết quả như mong muốn. Năm 1998, tổ chức Quỹ Tiền tệ Quốc tế ngưng tài trợ cho Togo và giá ca cao hạ làm cho GDP giảm 1%. Tăng trưởng GDP có dấu hiệu phục hồi kể từ năm 1999.
Togo được coi là một Thụy Sĩ của Tây Phi nơi đặt trụ sở của quỹ phát triển Cộng đồng Kinh tế Tây Phi (ECOWAS), Ngân hàng phát triển Tây Phi (BOAD) và các ngân hàng khu vực khác. Hơn 10 năm nay, Togo tiến hành cải cách kinh tế, bao gồm tư nhân hoá, minh bạch tài chính công, giảm chi tiêu chính phủ, ổn định chính trị và thúc đẩy thương mại, nhằm tìm lại vị trí trung tâm thương mại ở khu vực Tây Phi trước đây.
Trong một thập kỷ qua, với sự giúp đỡ của Ngân hàng thế giới (WB) và Quỹ tiền tệ quốc tế (IMF), Togo đã áp dụng những biện pháp cải cách kinh tế (tư nhân hóa, mở rộng hoạt động tài chính công...), giảm chi tiêu chính phủ.
Vì vậy Togo đã nhận được sự ủng hộ tích cực của các nhà tài trợ nước ngoài.
Từ đầu những năm 90, Togo đã trải qua cuộc khủng hoảng chính trị - xã hội dẫn đến việc nền kinh tế bị suy thoái và có nhiều rối loạn về thể chế, làm nản lòng các nhà đầu tư tiềm năng. Trong những điều kiện đó, tỷ lệ tăng trưởng GDP không giúp bù đắp được tỷ lệ tăng trưởng dân số. Quỹ tiền tệ quốc tế (IMF) ước tính tăng trưởng thu nhập bình quân đầu người trong vòng 25 năm qua của Togo ở mức -1%. Còn về kinh tế, sức mua của các hộ gia đình đã sụt giảm một nửa giai đoạn từ 1983 đến 2006.
Tình hình kinh tế - xã hội của Togo chịu cảnh thiếu vắng những nhà cho vay vốn lớn. Việc ngừng viện trợ gần như liên tục của Liên minh châu Âu từ năm 1993 và tình trạng hỗn loạn sau cái chết của Tổng thống Eyadéma vào tháng 2 năm 2005 đã tác động tiêu cực đến nền kinh tế đất nước. Kinh tế Togo vẫn chủ yếu dựa vào lĩnh vực nông nghiệp (nhất là bông, cà phê, cacao và cây lương thực) chiếm 41% GDP và sử dụng trên 75% dân lao động. Tuy nhiên, lĩnh vực bông hiện đang bị khủng hoảng do chưa thanh toán được các khoản nợ cho người sản xuất trong các vụ thu hoạch gần đây và do tình hình tài chính khó khăn của Công ty bông Tô-gô (SOTOGO).
Togo cũng là một trong những trung tâm quá cảnh và dịch vụ của khu vực (lĩnh vực dịch vụ chiếm 35% GDP). Cảng tự quản Lomé, điểm vào của hàng hoá đi những nước thuộc khu vực Sahara đã được hưởng lợi từ cuộc khủng hoảng tại Côte d’Ivoire trong những năm gần đây. Cuối cùng, trong lĩnh vực công nghiệp (24% GDP), nếu như xi măng, ngành công nghiệp khai thác hàng đầu của đất nước và cung cấp mặt hàng xuất khẩu chính hiện đang có sự năng động tích cực (mặc dù có sự giảm sút sản lượng vào năm 2006 do các địa điểm khai thác bị ngập lụt) thì sản xuất phosphat do thiếu đầu tư, đã không ngừng suy thoái những năm qua trong khi năm 2000, đây còn là sản phẩm xuất khẩu chính của Togo. Việc phục hồi lĩnh vực này đòi hỏi phải giải quyết các tranh chấp pháp lý hiện tại và có sự tham gia của một nhà đầu tư chiến lược lâu dài.
GDP năm 2006 của Togo là 2,089 tỷ USD, tỷ lệ tăng trưởng là 2%. GDP bình quân đầu người là 362 USD. Nếu tính theo ngang giá sức mua, GDP bình quân đầu người là 1400 USD và Tô-gô nằm trong số những nước đang phát triển.
Về mặt cải cách cơ cấu, Togo đã có những tiến bộ trong việc tự do hoá nền kinh tế, cụ thể là lĩnh vực thương mại và hoạt động cảng. Tuy nhiên, chương trình tư nhân hoá các lĩnh vực bông, viễn thông và nước dường như vẫn giậm chân tại chỗ. Về cải cách chính trị, Togo đã bắt đầu đối thoại với EU về việc bảo đảm các quyền tự do cơ bản, lập lại Nhà nước pháp quyền và mở rộng quyền lực chính trị sao cho dân chủ hơn. Trong khuôn khổ đó, một giải pháp thuận lợi có thể giúp Togo thực hiện những cam kết về tài chính của mình. Nước này hiện nay đang trong tình trạng nợ nhiều do không có sự trợ giúp tài chính từ bên ngoài trong khi Togo có khả năng nằm trong nhóm các nước được hưởng sự giúp đỡ theo Sáng kiến Các nước nghèo nợ nhiều.

## Hành chính
Togo được chia thành 5 khu vực, 30 quận và 1 xã.
Năm khu vực hành chính của Togo gồm (trong ngoặc là thủ phủ vùng):
- Central (Sokodé)
- Kara (Kara)
- Maritime (Lomé)
- Plateaux (Atakpamé)
- Savanes (Dapaong)

Năm khu vực này được chia tiếp thành 30 quận và 1 xã.

## Chính trị
Togo theo thể chế đa nguyên bằng bản Hiến pháp phê chuẩn ngày 27 tháng 9 năm 1992. Tuy nhiên, từ năm 1967 đến nay, Liên minh đảng nhân dân Togo (RPT) của cố Tổng thống Eyadema Gnassingbe luôn nắm quyền. Tháng 2 năm 2005, Tổng thống Eyadema Gnassingbe đột ngột qua đời, giới quân sự đưa con trai ông là Faure Gnassingbe lên thay thế. Dưới sức ép trong nước và của AU, ECOWAS, Faure Gnassingbe buộc phải nhượng bộ, cho tổ chức bầu cử hợp hiến tháng 4 năm 2005. Kết quả: Faure Gnassingbe giành thắng lợi với 60,2% số phiếu. Các cuộc bạo động giữa chính phủ và phe đối lập trước và sau bầu cử khiến gần 500 người thiệt mạng và hàng chục nghìn người bỏ chạy khỏi thủ đô, gây nên một cuộc khủng hoảng nhân đạo. Nhờ trung gian hoà giải của Cộng đồng kinh tế Tây Phi (ECOWAS) trật tự tại Togo đã được lập lại.
- Tháng 8 năm 2006, chính phủ và phe đối lập ký thoả thuận cho phép các đảng phái đối lập tham gia chính phủ chuyển tiếp. Tháng 9 năm 2006, ông Yawovi Agboyibo, lãnh tụ đối lập được đề cử làm Thủ tướng.
- Tháng 10 năm 2007, Togo tiến hành bầu cử quốc hội, Đảng cầm quyền Liên minh Nhân dân Togo đã giành được thắng lợi và ông Komlan Mally được chỉ định làm Thủ tướng. Cộng đồng quốc tế đánh giá cuộc bầu cử quốc hội Togo tự do và công bằng. Sau sự kiện này, Liên minh châu Âu (EU) đã nối lại hợp tác kinh tế đầy đủ với Togo sau 14 năm trừng phạt. Để giành lại sự ủng hộ của quốc tế, chính quyền của Faure Gnassingbe cam kết mở rộng dân chủ trong nước, đa dạng hoá quan hệ đối ngoại.

### Đối ngoại
Tổng thống Togo thi hành chính sách đối ngoại đa dạng hóa, hướng đến châu Á trong đó có Việt Nam.
Togo thực thi chính sách Phong trào không liên kết, tham gia tích cực trong các vấn đề khu vực Tây Phi và trong Liên minh châu Phi. Quan hệ giữa Togo và các nước láng giềng nhìn chung tốt. Togo có mối quan hệ lịch sử văn hóa mật thiết với Pháp, Đức. Là thuộc địa cũ của Pháp nên xã hội Togo còn mang nhiều ảnh hưởng của nước thuộc địa. Togo có mối liên hệ chặt chẽ với Pháp về nhiều mặt: chính trị, kinh tế, quân sự, xã hội, văn hóa... Togo công nhận một Trung Quốc, đối với Trung Quốc Togo là đối tác thương mại ở khu vực Tây Phi. Năm 1987, Togo nối lại quan hệ với Israel.
Togo là thành viên Liên Hợp Quốc, Phong trào không liên kết, Liên minh châu Phi (AU), Cộng đồng Kinh tế Tây Phi (ECOWAS), Cộng đồng Pháp ngữ (Francophonie), FAO, IMF, WTO và nhiều tổ chức quốc tế và khu vực khác.

### Quân sự
Quân đội Togo (tiếng Pháp: FAT Forces armées togolaises) bao gồm hải, lục, không quân và hiến binh. Tổng chi phí quân sự trong năm tài chính 2005 là 1,6 % Tổng thu nhập quốc dân. Togo đặt các căn cứ quân sự tại Lomé, Temedja, Kara, Niamtougou, and Dapaong. Không quân Togo được trang bị Dassault/Dornier Alpha Jet do Pháp và Đức sản xuất

## Xã hội

### Ngôn ngữ
Togo là quốc gia đa ngôn ngữ. Theo Ethnologue, có 39 ngôn ngữ khác nhau được nói tại Togo, nhiều trong số chúng được dùng bởi cộng đồng có số dân nhỏ hơn 100.000. Tiếng Pháp được công nhận là ngôn ngữ chính thức duy nhất của quốc gia. Hai ngôn ngữ bản địa có số người nói nhiều nhất được chỉ định làm ngôn ngữ quốc gia từ năm 1975 là tiếng Ewé và tiếng Kabiyé.

### Tôn giáo
Tôn giáo tại Togo (ước tính năm 2010) 
Căn cứ vào báo cáo về tự do tôn giáo của Hoa Kỳ năm 2012, trường Đại học Lomé ước tính năm 2004, Togo có 33% dân số theo thuyết vật linh, 28% theo Công giáo La Mã, 20% theo Hồi giáo Sunni, 9% theo Tin Lành, 5% theo các hệ phái Ki tô giáo khác và 5% còn lại không tôn giáo. Báo cáo trên cũng lưu ý rằng nhiều tín đồ Ki tô giáo và Hồi giáo cũng tiếp tục thực hành tín ngưỡng bản địa.
Công giáo được truyền bá rộng rãi từ giữa thế kỉ 15, với sự xuất hiện của người Bồ Đào Nha và các nhà truyền giáo Công giáo. Người Đức giới thiệu đạo Tin lành vào nửa sau thế kỉ 19, khi hàng trăm nhà truyền giáo của Hội Truyền giáo Bremen được gửi tới ven biển Ghana và Togo. Sau Chiến tranh thế giới thứ nhất, các nhà truyền giáo Đức buộc phải rời đi, mở ra sự tự trị sớm của Hội thánh Phúc âm Ewe.

### Giáo dục
Chiến dịch giáo dục miễn phí cho mọi trẻ em (từ 2-15 tuổi) được Chính phủ triển khai từ những năm 1970. Vào đầu những năm 1990, cả nước có khoảng 3/4 trẻ em đến tuổi được đến trường. Tuy nhiên, các trường truyền giáo vẫn giữ vai trò khá quan trọng (gần 1/2 số học sinh theo học). Togo có trường Đại học Lomé ở thủ đô Lomé, đào tạo chương trình đại học và cao đẳng.

### Y tế
Chi phí y tế của Togo năm 2014 là 5,2% GDP, xếp thứ 45 thế giới. Tỉ lệ tử vong ở trẻ sơ sinh là 43,7 trên 1000 trẻ năm 2016. Tuổi thọ trung bình của nam giới là 62,3 năm 2016, trong khi chỉ số này ở nữ giới là 67,7. Vào năm 2008, có trung bình 5 bác sĩ trên 100,000 người. Theo một báo cáo của UNICEF năm 2013, khoảng 4% phụ nữ Togo phải trải qua cắt âm vật, đây là tỉ lệ rất thấp so với các quốc gia khác trong vùng.

## Văn hóa

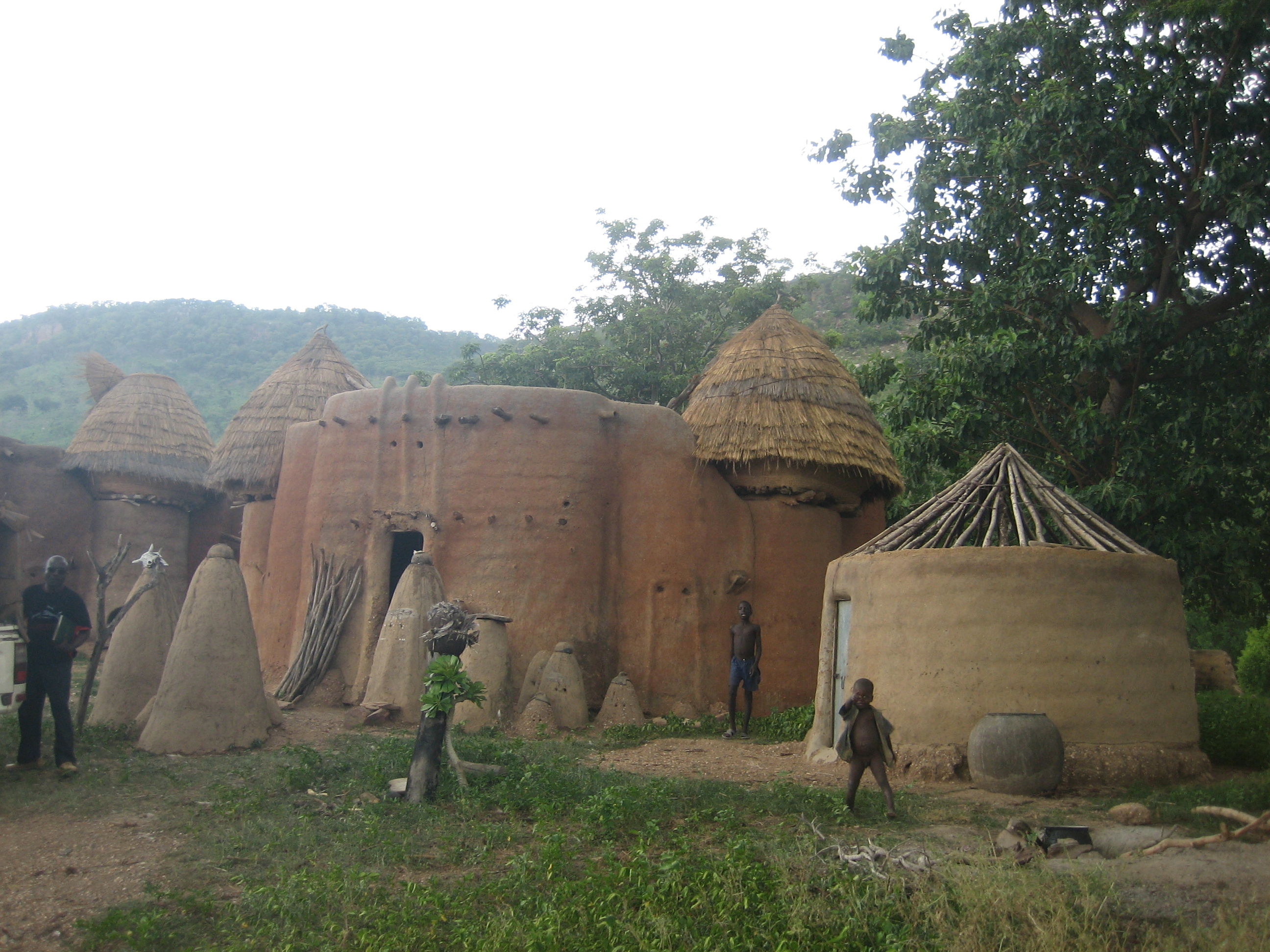
Nhà takienta của người Tamberma.

Người dân Togo ở thủ đô Lomé và các thành phố lớn như Bassar, Atakpamé, Bafilo... thì nay có cuộc sống khá văn minh theo kiểu châu Âu. Song các sắc tộc dân Togo ở miền quê, vùng xa vẫn còn giữ nhiều nét văn hóa, sinh hoạt riêng của họ. Trong số đó là cách làm nhà ở theo kiểu riêng mà họ gọi là nhà takienta, tức nhà tiểu vũ trụ vừa là nơi ở, nơi thờ, nơi cầu nguyện mưa thuận gió hòa để quanh năm làm ăn khá giả... Cuộc sống của họ có cái gì đó rất hòa hợp với thiên nhiên, thời tiết khiến ít bị ốm đau bệnh tật...
Nhà báo Lucille Reyboz của Pháp thường đến Togo, và mới đây chị có triển lãm ảnh tại Paris về kiểu làm nhà của người Tamberma, đặc biệt tại làng Koulangou, phía đông bắc Togo sát biên giới Bénin. Nhà takienta được làm bằng đất sét trộn với rơm rạ và bông vải. Nhà thường có hình tròn ống, vì người Togo quan niệm vũ trụ tròn như một cái ống. Một nhà có thể gồm 2, 3... ống đứng kề nhau, mỗi ống lại có "2 mắt" như mắt người để thông gió; có "miệng" như miệng người làm chỗ ra vào. Lucille Reyboz cho đây là nét nhân văn của người Togo. Trên đầu ống nhà được đan cây và đắp đất làm "sân thượng", có thể lên đó nhìn trời đoán mưa nắng, hoặc ban đêm ngắm trăng.
Ông N,tcha N,Dah Lapoili, già làng Koulangou cho biết: "Ngôi nhà takienta là nơi chúng tôi ở với tổ tiên mình".
Vào mùa mưa, để tránh bị ngấm nước, người Tamberma thường làm một mái lá úp trên nhà; mùa nắng có thể lấy xuống để... đun bếp! Các sắc tộc như người Tamberma còn sống không nhiều ở miền quê Togo. Đa số họ đã ra thành phố sinh sống làm ăn nên số nhà takienta còn tồn tại ở nơi nào thì khách du lịch châu Âu thường hay đến xem, tìm hiểu từ đó biết thêm về các sắc tộc trên thế giới, làm cho du lịch văn hóa trở nên hấp dẫn hơn.

### Thể thao

#### Thế vận hội
Vào ngày 12 tháng 8 năm 2008, vận động viên chèo thuyền Kayak Benjamin Boukpeti (cha Togo và mẹ Pháp) giành huy chương đồng nội dung K1 Kayak có chướng ngại tại Thế vận hội Mùa hè 2008. Đây là huy chương đầu tiên Togo giành được tại một kì Olympic.

#### Bóng đá
Bóng đá là môn thể thao phổ biến nhất và được coi là môn thể thao quốc gia tại Togo. Tại Vòng chung kết World Cup 2006, Togo giành quyền tham dự nhưng không thắng trận nào ở vòng bảng.